# George C. Peery
George Campbell Peery (ur. 28 października 1873 w Cedar Bluff w stanie Wirginia, zm. 21 października 1952 w Richlands w stanie Wirginia) – amerykański polityk, działacz Partii Demokratycznej, prawnik.
W latach 1923–1929 reprezentował 9. okręg Wirginii w Izbie Reprezentantów Stanów Zjednoczonych. Od 1934 do 1938 pełnił funkcję gubernatora Wirginii. W latach 1934–1935 zajmował stanowisko przewodniczącego Narodowego Stowarzyszenia Gubernatorów.
19 czerwca 1907 poślubił Nancy Bane Gillespie. Para miała troje dzieci.